# Дубровін Юрій Дмитрович
Дубровін Юрій Дмитрович (рос. Дубровин Юрий Дмитриевич; 1 серпня 1939, Ряжськ, Рязанська область, РРФСР, СРСР — 4 грудня 2022) — радянський, український і російський кіноактор. Член Національної спілки кінематографістів України. Заслужений артист Російської Федерації (2007).

## Біографічні відомості
Народився в родині робітника. Закінчив акторський факультет Всесоюзного державного інституту кінематографії (1962, майстерня Михайла Ромма). У кіно — з 1959 року.
З 1963 р. — актор Київської кіностудії ім. О. П. Довженка. З 1979 року служив у Київському театрі-студії кіноактора при кіностудії імені Довженка.
У 1999 році, за сімейними обставинами, повернувся жити до рідного Рязька.
У 2006, перебуваючи на зйомках у Києві, переніс два інсульти. Актор змушений був залишитися в цьому місті, де його доглядала колишня дружина, та через хворобу відмовитись від творчої діяльності.
У 2014 переселився до Німеччини — до сім'ї сина Аркадія. У 2016 році, незважаючи на ускладнення хвороби, Юрій Дмитрович знявся в короткометражному фільмі «Недоліт» — однієї з перших робіт свого онука, кінорежисера-початківця Івана Дубровіна.
Помер 4 грудня 2022 року у 83-річному віці.

## Фільмографія
Знявся у фільмах:
- «Хлопці з нашого двору» (1959, короткометражний; дружинник (немає в титрах)
- «Кров людська — не водиця» (1960, епіз.)
- «Червоні вітрила» (1961, роззява на пристані (немає в титрах)
- «В дорозі» (1961, студент-попутник (немає в титрах)
- «На семи вітрах» (1962, поранений лейтенант, Сенечка)
- «П'ядь землі» (1964, ординарець комбата Бабіна)
- «Живі і мертві» (1964, Генка Золотарьов)
- «Перший відвідувач» (1965, Василь Шубін, селянин)
- «Ми, російський народ» (1965, Вятський)
- «Хто повернеться — долюбить» (1966, солдат)
- «Пароль не потрібен» (1967, міліціонер)
- «Чотири сторінки одного молодого життя» (1967, Антон, колгоспник)
- «У пастці» (1967, фріц)
- «Сергій Лазо» (1967, Корольов, червоногвардієць)
- «Особлива думка» (1967, Максименко),
- «Білі хмари» (1968, батько й автор)
- «Визволення» (1968 (1968—1972), т/с; вістовий, посланий до Леонтьєва)
- «На війні як на війні» (1968, рядовий Громихало з Подмишки)
- Інвалід (1968, фільм-спектакль)
- «Варчина земля» (1969, фотограф)
- «Острів Вовчий» (1969, друг Авдія)
- «Поштовий роман» (1969, Гладков, матрос)
- «Мир хатам, війна палацам» (1970, епіз.)
- «В'язні Бомона» (1970, Іван Васильович (Бородатий)
- «Севастополь» (1970, матрос)
- «Перевірка на дорогах» (1971, Гена Большаков, полковник)
- «Зухвалість» (1971, Рудий)
- «Море нашої надії» (1971, радист)
- «Даурія» (1971, Кузьма, безрукий селянин)
- «Вершники» (1972, німецький льотчик (немає в титрах)
- «Наперекір усьому» (1972, Хоффер)
- «У чорних пісках» (1972, Телешев)
- «Будні карного розшуку» (1973, помічник Сосіна)
- «Як гартувалась сталь» (1973—1975, батько Тоні Туманової)
- «Дума про Ковпака» (1973—1975, Перепилиця
- «Стара фортеця» (1973, петлюрівець)
- «Цемент» (1973, Громада, активіст завкому)
- «Осінні грози» (1974)
- «Таємниця партизанської землянки» (1974, капітан)
- «Порт» (1975, Віллі Штамм)
- «Каштанка» (1975, чоловік)
- «Кохання з першого погляду» (1975, садівник)
- «Втеча з палацу» (1975, Андрій, батько Сенька)
- «Там вдалині, за рікою» (1975, Микитович, комунар)
- «Червоний півень плімутрок» (1975, Нікодімич, веселун-балалаєчник)
- «Весна двадцять дев'ятого» (1975, Йолкін, голова профкому)
- «Свято печеної картоплі» (1976, вартовий)
- «Кадкіна всякий знає» (1976, Матвій, голова колгоспу)
- «Двадцять днів без війни» (1976, солдат (немає в титрах)
- «Вдови» (1976, Воронков, слідчий)
- «Вогняні дороги» (1977—1984, Микола Григорович, офіцер (капітан поліції)
- «Вогняні дороги» (1977, Микола Григорович, капітан поліції)
- «Бірюк» (1977, 1-й мужик)
- «Талант» (1977, Мамалигін)
- «Червоні дипкур'єри» (1977, провідник у поїзді)
- «Королі і капуста» (1978, янкі)
- «Д'Артаньян та три мушкетери» (1978, Ла Шене)
- «Помилки юності» (1978, директор радгоспу)
- «Незручна людина» (1978, Володя Первухін, член бригади Уханова)
- «Чекайте зв'язкового» (1979, поліцай)
- «Поїзд надзвичайного призначення» (1979, Денис)
- «Пробивна людина» (1979, автослюсар)
- «Розколоте небо» (1979, Туманов, командир червоного авіазагону)
- «Дике полювання короля Стаха» (1979, криміналістичний лікар)
- «Хто заплатить за удачу» (1980, Хома Парамонов, солдат з контррозвідки)
- «Автородео» (1980, к/м)
- «Школа» (1980, Сухарєв)
- «Сільська історія» (1981, Пшонов, агроном)
- «Високий перевал» (1981, начальник відділу кадрів)
- «Візьми очі в руки!» (1981, Мітя, член банди)
- «Під свист куль» (1981, отаман Чорный)
- «Чорний трикутник» (1981, Пушок)
- «Житіє святих сестер» (1982, диякон)
- «Закоханий за власним бажанням» (1982, Петрушин, бригадир)
- «Пригоди графа Невзорова» (1982, п'яний офіцер)
- «Зелений фургон» (1983, Федорков, червоноармієць з одним патроном)
- «Легенда про княгиню Ольгу» (1983, людина «Дерево-хмара»)
- «Потрібні чоловіки» (1983, Андріанич)
- «Військово-польовий роман» (1983, Терьохін)
- «В лісах під Ковелем» (1984, Уралець)
- «На мить озирнутися...» (1984, вчитель)
- «Навіщо людині крила» (1984, Федір, кляузник)
- «Украдене щастя» (1984)
- «Володьчине життя» (1984, військовий в човні)
- «Батальйони просять вогню» (1985, начальник залізничної станції майор Перов)
- «Сезон чудес» (1985, гість в домі Вадима)
- «Володя великий, Володя маленький» (1985, Степан, лакей)
- «Ось моє село... » (1985, Захар Паклін, колгоспний сторож)
- «Заради кількох рядків» (1985, Яків Захарич, солдат)
- «Які ж ми були молоді» (1985, залізничник)
- «Чоловіки є чоловіки» (1985, майор Ручкін)
- «Напередодні» (1985, епіз.)
- «Звинувачується весілля» (1986, епіз.)
- «Образа» (1986, колгоспник)
- «Зимівля на Студеній» (1986, Міхей)
- «Перший хлопець» (1986, Григорій Іванович)
- «Капітан „Пілігрима“» (1986, Річ, помічник Негоро)
- «Данило — князь Галицький» (1987, Миколайович)
- «Лілова куля» (1987, епіз.)
- «Нічний екіпаж» (1987, епіз.)
- «Дні та роки Миколи Батигіна» (1987, Свистунов)
- «Честь маю» (1987, Ємельянов)
- «Борис Годунов» (1987, фільм-опера; Юродивий (співає Олександр Дяченко)
- «Жив-був Шишлов» (1987)
- «Оголошенню не підлягає» (1987, змовник)
- «Генеральна репетиція» (1988, блазень)
- «В'язень замку Іф» (1988, Батістен)
- «Міс мільйонерка» (1988, Валерій Іванов, будівельник)
- «Фантастична історія» (1988, Ларсен)
- «Бич Божий» (1988, Бурандуров)
- «Кримінальний талант» (1988, вихователь Снєгірьов на прізвисько «Кармазін»)
- «Без мундира» (1988, залізничник)
- «Зона» (1988)
- «На прив'язі біля злітної смуги» (1988, Іван Семенович Тюрін)
- «Любов до ближнього» (1988, справник)
- «Гори димлять» (1989, Палащук)
- «Етюди про Врубеля» (1989, епіз.)
- «Мистецтво жити в Одесі» (1989, Савка Буціс)
- «Гамбрінус» (1990, «князь Голіцин»)
- «Допінг для янголів» (1990, затриманий)
- «Голод 33» (1991, епіз.)
- «Кровопивці» (1991, Яків, лакей)
- «Хміль» (1991, Єлісей, апостол громади)
- «Мушкетери двадцять років по тому» (1992, Ла Шене)
- «Викрадачі води» (1992)
- «Таємниця королеви Анни, або Мушкетери тридцять років по тому» (1993, Ла Шене)
- «Єлисейські поля» (1993, Костянтин, слуга Володимира)
- «Секретний ешелон» (1993, редактор)
- «Життя і надзвичайні пригоди солдата Івана Чонкіна» (1993, Волков)
- «Трам-тарарам, або Бухти-барахти» (1993, дядько Вася «Камбала»)
- «Притча про світлицю» (1994)
- «Партитура на могильному камені» (1995)
- «Околиця» (1998, Сафронов Філіп Ілліч)
- «Козацька буваль» (1999, Богай)
- «Агент національної безпеки 2» (2000, «Снігова людина» — 11-а серія, Єрофєїч)
- «Шукшинські оповідання»: «Гена Пройдисвіт» (2002, дядько Гриша)
- «Багатство» (2004, т/с, Плакучий)
- «Секонд хенд» (2004, старий лакей)
- «Єсенін» (2005, т/с, Тітов (дід Єсеніна по материнській лінії)
- «Пан» / рос. «Барин» (2006, Прохор)
- «Недоліт» (2016, к/м, ветеран)
- та інші...